# Northeast Gateway
Northeast Gateway – інфраструктурний об’єкт для прийому зрідженого природного газу (ЗПГ) біля узбережжя Нової Англії.
В середині 2000-х років почала втілюватись у життя технологія терміналів ЗПГ із використанням плавучих установок зі зберігання та регазифікації. Перші такі судна з’явились у американської компанії Excelerate Energy, яка створила біля узбережжя США два термінали – Gulf Gateway Deepwater Port у Мексиканській затоці та Northeast Gateway біля північно-східного узбережжя.
У випадку Northeast Gateway на вході до Массачусетської затоки, за два десятки кілометрів від узбережжя в районі з глибиною моря від 82 до 88 метрів змонтували спеціальний швартовочно-розвантажувальний комплекс. Його ключовими елементами є два буя (Submerged Turret Loading, STL), розміщені на відстані 1,85 км один від одного. Кожен із них важить 165 тон і може займати два положення – на поверхні під час обслуговування плавучої установки та на глибині 25 метрів у інші періоди. Піднятий на поверхню буй не лише приймає регазифіковану продукцію, але й забезпечує швартовку судна.
Буї сполучені перемичкою діаметром 450 мм, а один з них під’єднаний до трубопроводу HubLine, щоє частиною системи Algonquin Gas Transmission. Сполучення з HubLine має довжину 16 км, діаметр 600 мм та працює із тиском до 10 МПа.
Оскільки термінал забезпечив доступ до розвиненої газотранспортної системи, що могла самостійно впоратись із зберіганням ресурсу після регазифікації, він не мав закріпленої за ним плавучої установки і приймав різні судна із флоту Excelerate Energy, які виконували функції ЗПГ-танкеру та регазифікації. 
У травні 2008-го плавуча установка «Excellence» доставила до Northeast Gateway перший вантаж ЗПГ. Втім, на момент запуску проекту «сланцева революція» у США вже йшла повним ходом, що у підсумку призвело до перетворення країни з імпортера на експортера блакитного палива. Як наслідок, станом на кінець березня 2010-го Northeast Gateway прийняв лише 9 вантажів, з них 7 під час холодного зимового сезону 2009/2010 (в останньому випадку для доставки задіяли установки «Excellence», «Explorer», «Express», «Exquisite» та «Excelerate»). Далі поставки припинились на кілька років.
Втім, на відміну від згаданого вище Gulf Gateway Deepwater Port, термінал Northeast Gateway не демонтували і він продовжив виконувати функцію резервного на випадок аномально сильних морозів (можливо також відзначити, що у Массачусетсі через протести природоохоронних активістів дуже повільно посуваються нові трубопровідні проекти, які б могли забезпечити подачу додаткових обсягів блакитного палива із регіону «сланцевої революції»). Так, термінал працював у зимовий період 2018/2019, при цьому 1 лютого 2019-го він досягнув рекордної продуктивності у 22,6 млн м3 на добу, що забезпечила одночасна робота установок «Exemplar» та «Express».
В січні 2022-го геоінформаційні системи зафіксували швартовку «Exemplar» на Northeast Gateway, втім, цього було недостатньо щоб зробити висновок, чи означае це реактивацію даного терміналу, а чи судно очікує розвантаження на береговому терміналі Еверетт.